# 東香川市
東香川市（日语：／ Higashikagawa shi */?）是位於日本香川縣最東端的城市，境內約68%的面積被山林覆蓋。北邊面向瀨戶內海國立公園的播磨灘，南部與東部則坐落著讚岐山脈。當地在過去是日本手套產業的中心，其產量佔日本手套總產量的90% 。但在1990年代起為了降低成本，工廠逐漸外移到中國和東南亞地區。現今東香川市以生產普通手套等各種手套為主。

## 地理
發源於南部讚岐山脈的馬宿川、小海川、新川、湊川、與田川和番屋川等河流在下游處形成平原，並往北注入瀨戶內海。當地在氣候上屬於瀨戶內海式氣候，日照多而降雨量少，整體氣候較溫暖。

## 歷史
現今的東香川市在令制國時期相當於大內郡。關於大內郡最早的紀錄源自於天平19年（747年）法隆寺的伽藍縁起並流記資財帳。而平安時代的和名類聚抄則記載大內郡轄下有引田、白鳥、入野、與泰四個鄉。

### 年表
- 1890年2月15日：實施町村制，現在的轄區在當時分屬：
  - 大內郡：相生村、小海村、引田村、松原村、福榮村、白鳥村、三本松村、譽水村、丹生村。
  - 寒川郡：五名山村。
- 1898年2月11日：三本松村改制為三本松町。
- 1899年4月1日：大內郡和寒川郡合併為大川郡。
- 1909年10月1日：引田村改制为引田町。
- 1910年1月1日：松原村改制为白鳥本町。
- 1923年4月1日：五名山村更名为五名村。
- 1954年4月1日：譽水村、丹生村合併為大內町。
- 1955年3月15日：大内町和三本松町合併為新设置的大内町。
- 1955年4月1日：引田町、相生村、小海村合併為新设置的引田町。
- 1955年7月1日：白鸟本町、白鸟村、五名村、福荣村合併為白鳥町。
- 2003年4月1日：白鸟町、引田町、大内町合併為东香川市。[6]

### 變遷表
| 1890年2月15日 | 1890年 - 1926年           | 1926年 - 1954年           | 1955年 - 1989年            | 1989年 - 現在               | 現在                        |
| ------------- | ------------------------- | ------------------------- | -------------------------- | --------------------------- | --------------------------- |
| 相生村        | 相生村                    | 相生村                    | 1955年4月1日 合併為引田町  | 2003年4月1日 合併為東香川市 | 2003年4月1日 合併為東香川市 |
| 小海村        |                           |                           | 1955年4月1日 合併為引田町  | 2003年4月1日 合併為東香川市 | 2003年4月1日 合併為東香川市 |
| 引田村        | 1909年10月1日 引田町      | 1909年10月1日 引田町      | 1955年4月1日 合併為引田町  | 2003年4月1日 合併為東香川市 | 2003年4月1日 合併為東香川市 |
| 三本松町      | 1898年2月11日 三本松町    | 1898年2月11日 三本松町    | 1955年3月15日 合併為大內町 | 2003年4月1日 合併為東香川市 | 2003年4月1日 合併為東香川市 |
| 譽水村        | 譽水村                    | 1954年4月1日 合併為大內町 | 1955年3月15日 合併為大內町 | 2003年4月1日 合併為東香川市 | 2003年4月1日 合併為東香川市 |
| 丹生村        |                           | 1954年4月1日 合併為大內町 | 1955年3月15日 合併為大內町 | 2003年4月1日 合併為東香川市 | 2003年4月1日 合併為東香川市 |
| 松原村        | 1910年1月1日 白鳥本町     | 1910年1月1日 白鳥本町     | 1955年7月1日 合併為白鳥町  | 2003年4月1日 合併為東香川市 | 2003年4月1日 合併為東香川市 |
| 福榮村        |                           |                           | 1955年7月1日 合併為白鳥町  | 2003年4月1日 合併為東香川市 | 2003年4月1日 合併為東香川市 |
| 白鳥村        |                           |                           | 1955年7月1日 合併為白鳥町  | 2003年4月1日 合併為東香川市 | 2003年4月1日 合併為東香川市 |
| 五名山村      | 1923年4月1日 更名為五名村 | 1923年4月1日 更名為五名村 | 1955年7月1日 合併為白鳥町  | 2003年4月1日 合併為東香川市 | 2003年4月1日 合併為東香川市 |

## 行政

### 歷任市長
1. 中條弘矩（2003年4月28日～2007年4月26日，一任）
2. 藤井秀城（2007年4月27日～2019年4月26日，三任）
3. 上村一郎（2019年4月27日～，現任）

## 交通

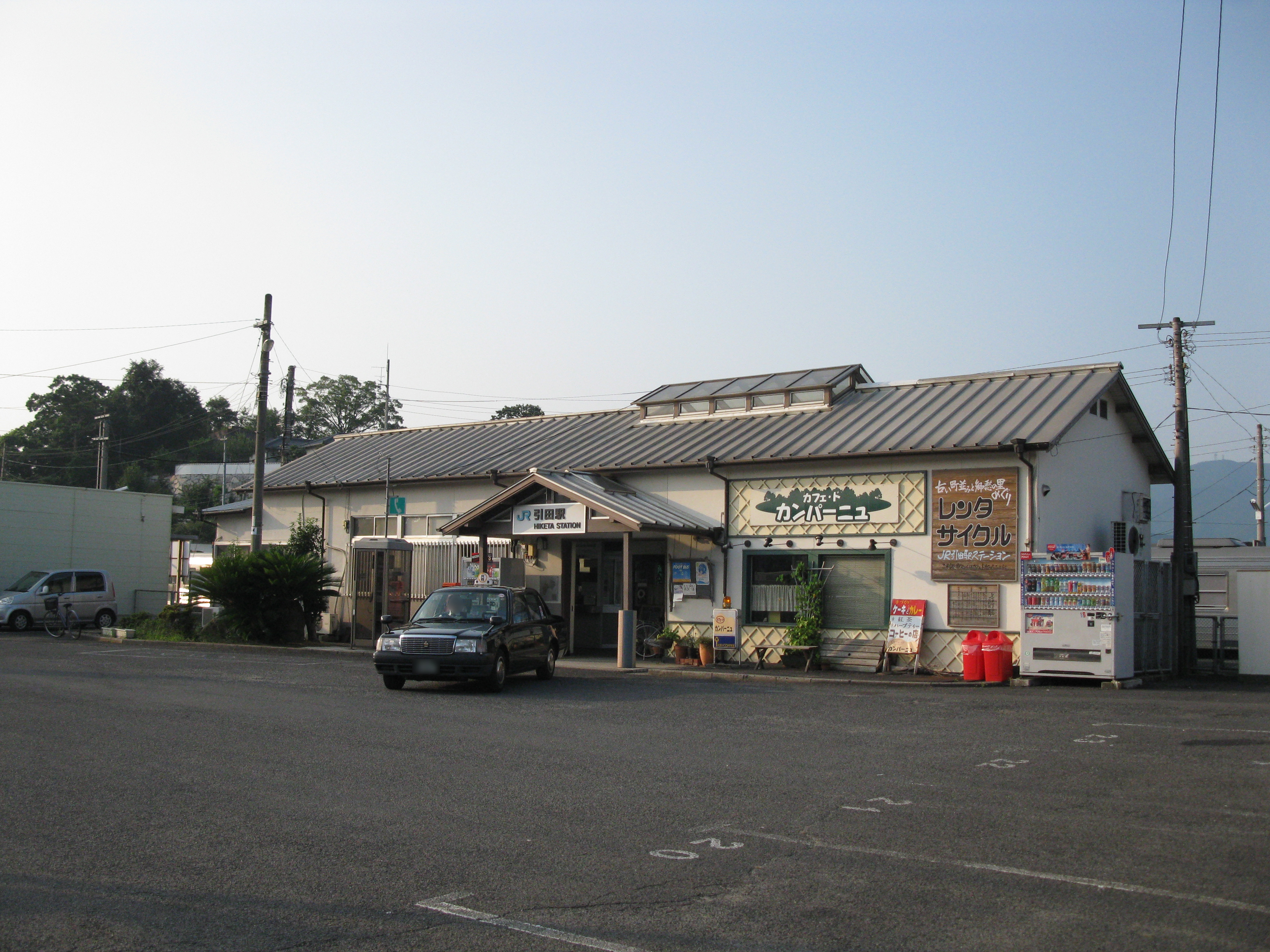
引田車站

### 鐵路
- 四國旅客鐵道
  - 高德線：丹生車站 - 三本松車站 - 讚岐白鳥車站 - 引田車站 - 讚岐相生車站

### 道路
高速道路
- 高松自動車道：引田交流道 - 白鳥大內交流道

### 港口
- 安戶港
- 白鳥港
- 引田港

## 觀光
- 與田寺：四國八十八箇所總奧之院
- 釋王寺

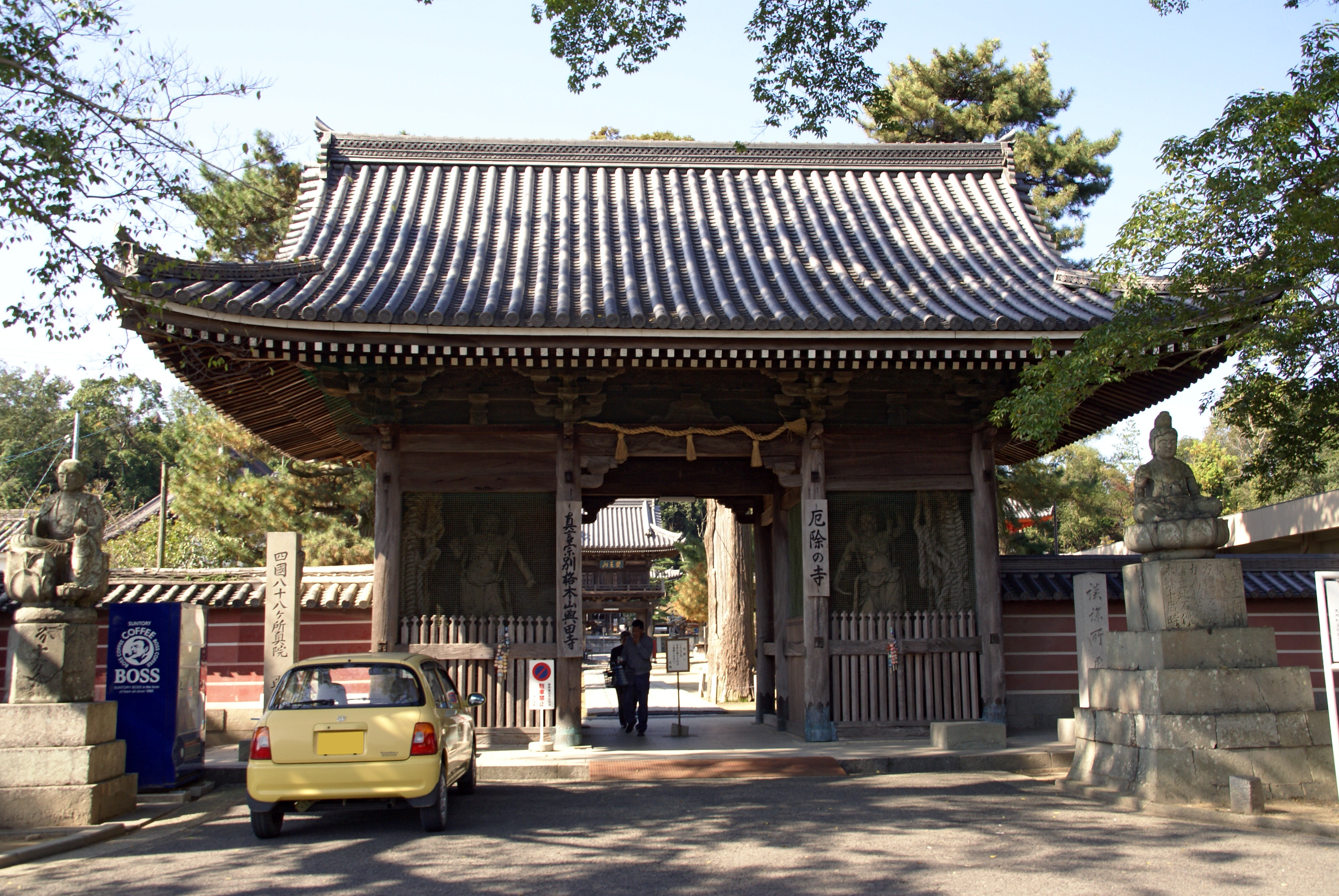
與田寺山門

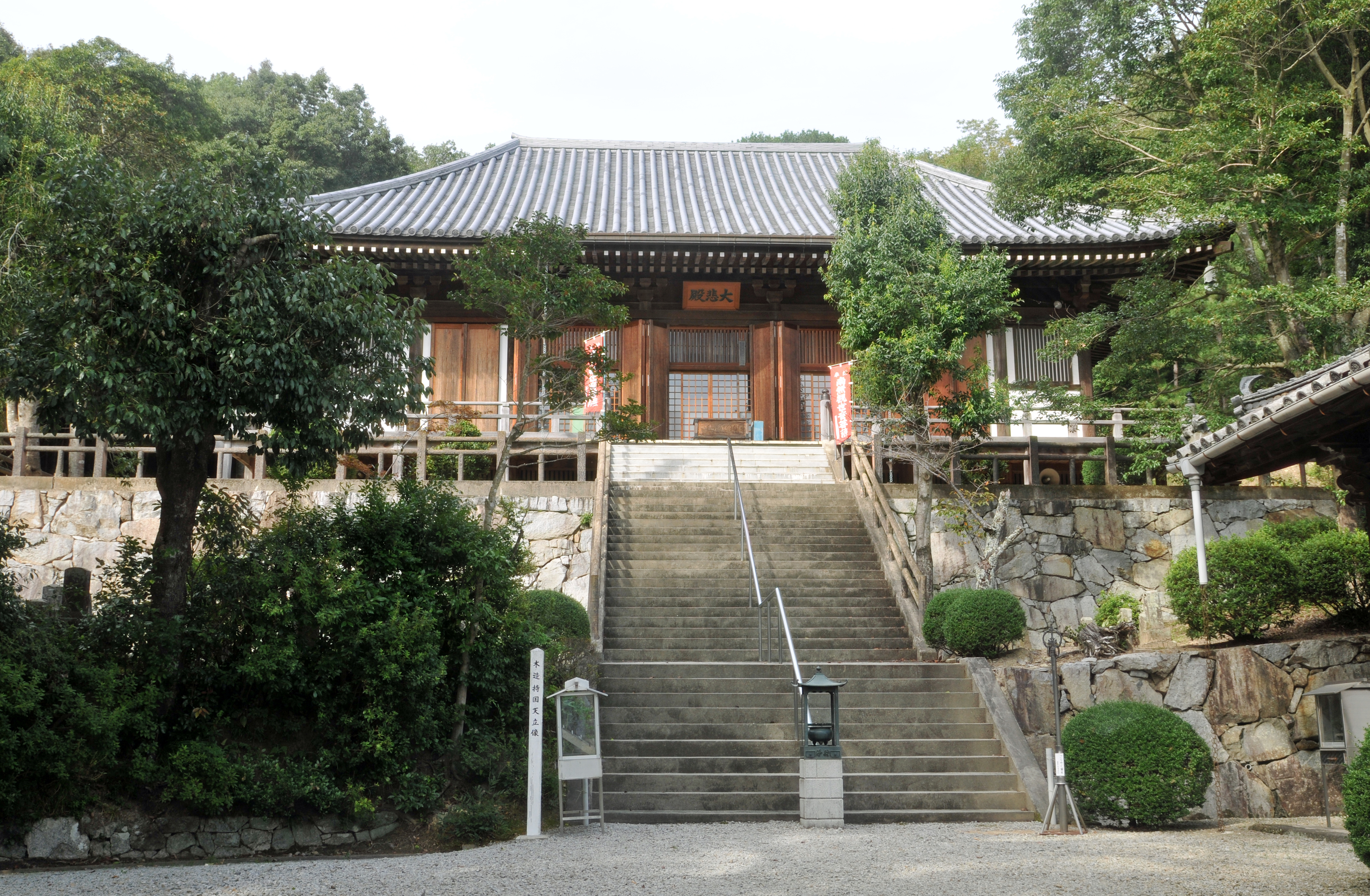
釋王寺本堂

- 白鳥神社：白鳥神社的松原被列為日本白砂青松百選。
- 絹島及丸龜島
- 引田街道

### 祭事・行事
- 引田雛祭：3月
- 風之港祭：7月

## 教育
高等學校
- 香川縣立三本松高等學校

## 姊妹、友好城市

### 日本
- 大內町（秋田縣由利郡）
過去原為合併前的大內町與其締結，現秋田縣大內町也於2005年3月22日合併為由利本莊市。
- 郡上市（岐阜縣）
過去原為合併前的白鳥町與其締結，2004年3月1日岐阜縣白鳥町合併為郡上市。

## 本地出身之名人
- 笠置靜子：歌手、女演員。
- 南原繁：政治學者、前東京大學校長。
- 久米通賢：江戶時代的發明家、西洋學者，亦精通測量、曆法。
- 三土忠造：政治家，曾任貴族院議員、眾議院議員、内務大臣、運輸大臣、樞密顧問官、鐵道大臣、遞信大臣、財務大臣、文部大臣、內閣書記官長。
- 保井好：日本第一位女性理學博士。
- 林康子：女高音歌手。
- 藤猪省太：柔道家、曾獲得世界柔道錦標賽四面金牌。
- 植田辰哉：排球教練，現任日本國家男子排球隊教練
- 神風正一：前大相撲力士，最高位為關脇、現為大相撲評論員。

## 外部連結
- （日語） 東香川市商工會 （页面存档备份，存于）
- （日語） 東香川導航
- （日語） 東香川市教育委員會 （页面存档备份，存于）
- （日語） 大川廣域行政組合 （页面存档备份，存于）